# Зоценко Лесь Миколайович
Зоценко Лесь (Олексій) Миколайович (1948—2014) — радянський і український кінооператор. Лауреат Державної премії України ім. Т. Шевченка 1996 року.

## Біографія
Закінчив Київський державний інститут театрального мистецтва ім. І. Карпенка-Карого (1978, майстерня Л. Прядкіна).
Працював на студії «Укртелефільм», на якій відзняв низку класичних українських кінострічок, зокрема за твором Володимира Винниченка.

## Фільмографія
Операторські кінороботи:
- «Зозуля з дипломом» (1971, асистент оператора)
- «Абітурієнтка» (1973, асистент оператора)
- «Останній засіб королів‎» (1983, 2-й оператор у співавт.)
- «Житейське море» (1983, фільм-спектакль)
- «Конотопська відьма» (1987, фільм-спектакль)
- «Блакитна троянда» (1988, у співавт. з Ю. Бордаковим)
- «Як чоловіки про жінок говорили» (1988)
- «Назар Стодоля» (1989)
- «Закут»
- «Чорна пантера та Білий ведмідь» (1990)
- «Помешкання в завулку» (1990)
- «Історія одного дому»
- «Очима сатани» (1991)
- «Гріх» (1991)
- «Зі стежок — на шлях широкий» (1992)
- «Злочин з багатьма невідомими» (1993, 7 с)
- «Пастка» (1993, 5 с)
- «Артек — вчора, сьогодні, завтра» (співавт. сцен.)
- «Шосте чуття» (1994)
- «Олександра» (1996)
- «Операція „Контракт“» (1996)
- «Роксолана» (1996—2003, телесеріал, 2-й оператор у співавт.)
- «Поліфонія. Відродження національної філармонії» (1997)
- «Конотопська відьма» (1997, фільм-спектакль)
- «Пристрасть» (1998)
- «Костянтин Степанков» (1998)
- «Перша леді зони відчуження» (2009)
- «Чорнобиль.3828» (2011, у співавт.)
- «Польові випробування української вдачі» (2011, у співавт.) та ін.